# روبرت بيلي (جغرافي)
روبرت بيلي (بالإنجليزية: Robert Bailey)‏ هو جغرافي أمريكي، ولد في 1939.